# Euprymna scolopes
Euprymna scolopes är en bläckfiskart som beskrevs av Berry 1913. Euprymna scolopes ingår i släktet Euprymna och familjen Sepiolidae. IUCN kategoriserar arten globalt som otillräckligt studerad. Inga underarter finns listade i Catalogue of Life.

## Bildgalleri

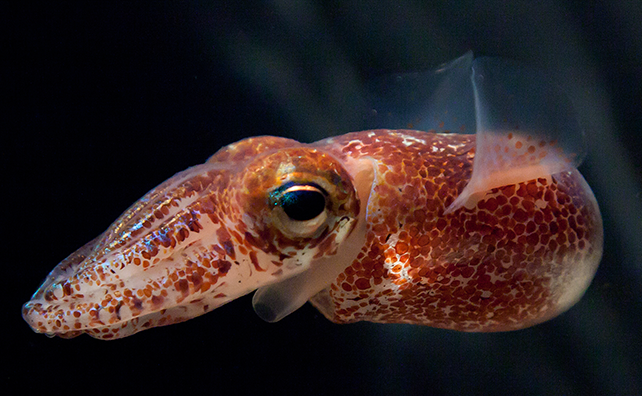
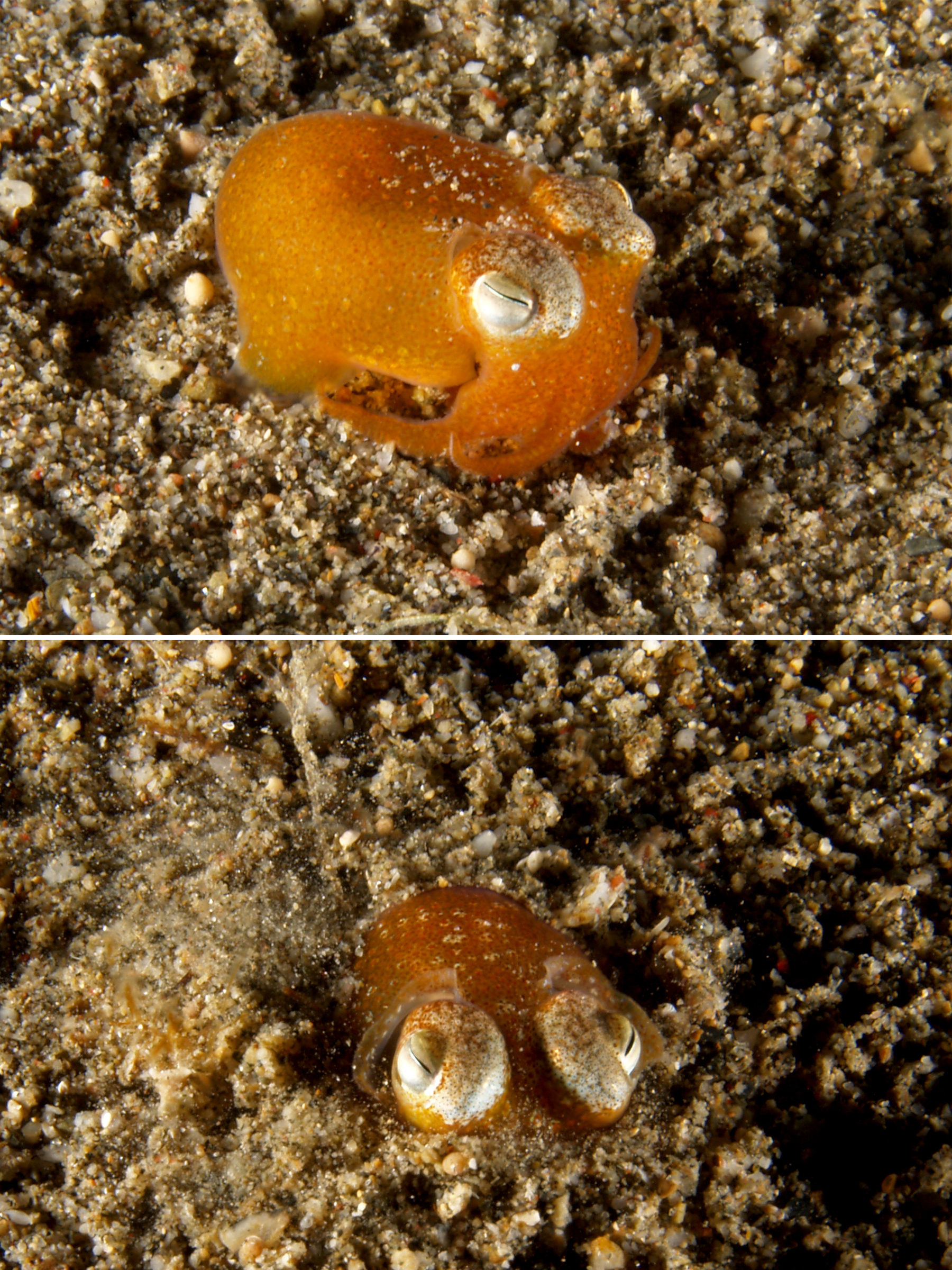